# Asplenium oellgaardii
Asplenium oellgaardii är en svartbräkenväxtart som beskrevs av Robert G. Stolze. Asplenium oellgaardii ingår i släktet Asplenium och familjen Aspleniaceae. Inga underarter finns listade.